# Simón Bolívar Sánchez Carrión
Simón Bolívar Sánchez Carrión (ur. 24 grudnia 1971 w Olmedo) – ekwadorski duchowny katolicki, arcybiskup, nuncjusz apostolski w Hondurasie.

## Życiorys
13 września 1995 otrzymał święcenia kapłańskie i został inkardynowany do diecezji Loja. Otrzymał przygotowanie do służby dyplomatycznej na Papieskiej Akademii Kościelnej. W 2006 rozpoczął pracę w nuncjaturze apostolskiej w Trynidadzie i Tobago. Następnie był sekretarzem nuncjatur w Boliwii (2009–2012) i Turcji (2012–2013). Następnie pełnił funkcję radcy nuncjatur w: Libii i na Malcie (2013–2018), Urugwaju (2018–2022), i w Serbii (2022–2024).

### Episkopat
15 października 2024 papież Franciszek mianował go nuncjuszem apostolskim w Hondurasie oraz arcybiskupem tytularnym Rosella. Sakry biskupiej udzielił mu 11 stycznia 2025 abp Luciano Russo. 